# Żabka (styl pływacki)

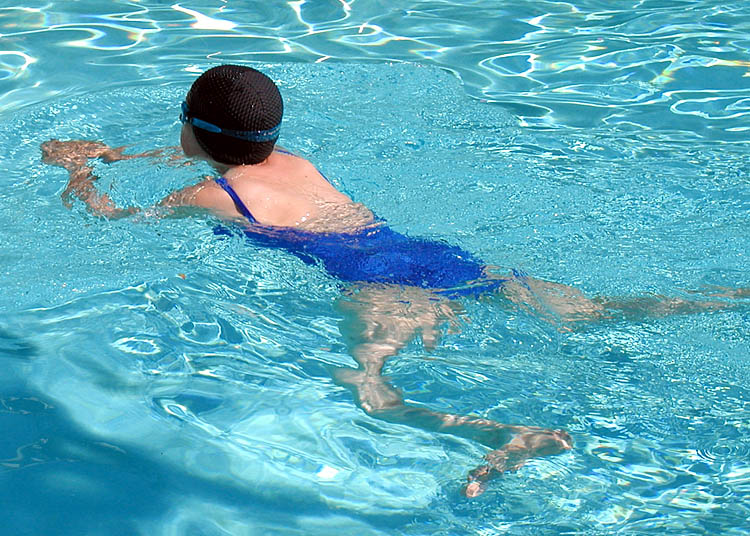
Żabka z boku

Styl klasyczny, potocznie: żabka – jest to najwolniejszy styl, ponieważ cała faza przygotowawcza (przeniesienie lub podkurczenie kończyn przed zagarnięciem wody) odbywa się pod wodą. Styl ten świetnie sprawdza się podczas pływania rekreacyjnego, gdyż nie wymaga dużego wysiłku.  Styl klasyczny jest wymagający pod względem techniki i koordynacji. W dużym uproszczeniu polega na naśladowaniu ruchów pływającej żaby.

## Technika
Przy pływaniu żabką człowiek, w pozycji wyjściowej, powinien leżeć płasko na brzuchu głową do wody, ręce powinny być wyprostowane w ramieniu i wyciągnięte maksymalnie na wprost, a nogi wyprostowane w kolanie i wyciągnięte maksymalnie do tyłu. Następnie należy wykonać w zsynchronizowanej kolejności następujące ruchy: przy podkurczaniu nóg wykonuje się oburęczny wymach boczny rąk, przy wykopie nóg ręce są prostowane do przodu.

## Zastosowanie w lecznictwie
Żabka była kiedyś polecana w pływaniu leczniczym, np. leczeniu skrzywień kręgosłupa. Obecnie się tego odradza, gdyż żabka istotnie rozbudowuje przednie mięśnie klatki piersiowej, nie wzmacniając jednak prawie mięśni grzbietu. Wyraźnie widoczne jest to u zawodowych żabkarzy, którzy chodzą zgarbieni z powodu dysproporcji w masie mięśni. Do leczenia wad kręgosłupa polecana jest natomiast żabka na plecach, gdzie mięśnie grzbietu istotnie pracują, a także obydwa rodzaje kraula, gdzie ruch okrężny rąk jest bardzo korzystny.